# Jean Manga Onguéné
Jean Manga Onguéné est un footballeur camerounais né le 12 juin 1946 à Ngoulemekong. C'est un footballeur international camerounais qui a  par la suite menée une double carrière : d'une part sélectionneur de l'équipe du Cameroun de football, d'autre part consultant pour la FIFA. Il totalise  80 sélections  pour 15 buts  inscrits  avec l'équipe nationale du Cameroun.

## Biographie
Peu avant 20 ans, Jean est un joueur frêle mais qui marque but sur but dans les rues poussiéreuses de Douala, jusqu'à ce qu'il soit un jour remarqué par des représentants du Canon Yaoundé, qui le recrutent. Il devient célèbre au Cameroun dès son premier match où il marque 5 des 7 buts du Canon contre le tenant du titre : Caïman Douala (7-1). La même année, il est convoqué en équipe nationale contre le Ghana (1-0, but de Jean Manga).
Manga connaît une carrière glorieuse pendant 16 ans (1966-1982) sans changer de club. Il totalise plus de 100 sélection en équipe nationale dont il marque la plupart des buts. En 1980, il est consacré ballon d'or africain par France Football. 
En 1982, alors que son heure de gloire doit arriver sur la scène internationale, il est blessé au genou et se voit privé de coupe du monde. Il est remplacé par un certain EYOBO, Roger Milla étant l’attaquant de pointe principal des Lions Indomptables.
De 1989 à 2002, il est tantôt sélectionneur tantôt entraîneur adjoint de l'équipe nationale du Cameroun. Parallèlement, il est instructeur de la FIFA.
En 2001, Il est choisi par la FIFA et  nommé directeur de son bureau de développement pour l'Afrique centrale. Dès lors, il tire un trait sur la sélection nationale, puisqu'il va désormais assurer le développement des infrastructures et politique sportives d'une dizaine de pays africains.
En 2010, il est débauché par l'État Camerounais pour prendre en charge la direction technique nationale du Football.

## Palmarès
- Élu Ballon d'or africain (meilleur joueur africain) en 1980
- Vainqueur de la Ligue des champions de la CAF en 1971, 1978 et 1980
- Vainqueur de la Coupe d'Afrique des vainqueurs de coupe en 1979
- Champion du Cameroun en 1970, 1974, 1977, 1979, 1980 et 1982
- Vainqueur de la Coupe du Cameroun en 1967, 1973, 1975, 1976, 1977 et 1978
- Meilleur buteur du championnat camerounais en 1970 et  1976 .
- vainqueur  des  jeux  d'Afrique  centrale de Libreville  en  1976 avec l'équipe  nationale  du Cameroun.
- Meilleur  buteur  des jeux d'Afrique  centrale  de Libreville  en 1976.